# SI☆NA
SI☆NA，是於2008年至2011年存在的日本女子音樂團體。

## 概要
2008年4月12日，結束經過1年7個月在早安家族關西的研習之後，組成以成員姓氏英文拼音的第一個字母構成名稱的團體組合。
曾在關西地区的商場和音樂展演空間等中心展開活動和現場演出，演唱包括早安家族各隊及各個成員的歌曲和動畫歌曲。同年5月，参加在東京舉辦的「HAPPY! STYLE」企劃。
2010年7月發表原創單曲「フランキンセンスΨ」，但未發片。

## 與早安家族關係
SI☆NA是由2005年度「早安家族關西」徵選合格的成員組成，最初早安家族官方網站的藝人列表並沒有記載，雖然這段期間仍未是早安家族的成員，但已經參與早安家族舉行的活動。包括:
- 活動記載於早安家族粉絲俱樂部的會報中。
- 於早安家族官方網站的主頁中記載演出活動的通知。
- 在早安家族的官方商店中，有官方相片（主要是HAPPY! STYLE）的發售，舉行握手会等等的活動（主要在大阪心齋橋店）。
- 主要的活動場地是HAPPY! STYLE，前早安家族的能登有沙也有参加。
- 在演出活動中演唱早安家族的歌曲。

直至2009年4月早安家族的官方網站更新之後，成員才被加進藝人名單中，令整個事情顯得更清楚。

## 成員
團體是以各個成員姓氏的首個日文拼音的第一個英文字母作為名稱，而且官方首頁和HAPPY! STYLE也使用以「ai」「manami」「asami」等等成員們的名字。

### 直到解散之前的成員
- S：須磨愛（すま あい、1992年4月15日 - 、來自大阪府） - 在早安少女組。甄選2005的第4次審査與久住小春一同合格。
- I：岩嶋雅奈未（いわしま まなみ、1989年12月17日 - 、來自大阪府〈生於愛媛縣〉） - 在Hello! Project關西所屬之前就曾經以「toi teens!?（日语：toi teens!?）」的團體出道，並發行過CD。
- A：阿部麻美（あべ あさみ、1990年9月5日 - 、來自京都府） - 與前早安少女組。的安倍夏美的妹妹安倍麻美（日语：安倍麻美）(あべ あさみ)是兩個完全不同的人。

### 中途離開的成員
- N：中山菜菜（なかやま なな、1992年4月3日 - 、來自大阪府） - 弟弟是NYC的成員中山優馬。
  - 2009年7月25日畢業，之後在2010年10月9日以山田菜菜（やまだ なな）之名在NMB48（全員經紀公司是KYORAKU吉本.ホールディングス）組合重新出道。

## 簡歴
2008年
- 4月12日、4人從Hello! Project關西的活動中組成。
- 5月6日、這天在表参道以HAPPY! STYLE首次參加由FAB舉辦的「HAPPY! STYLE 1st Communication Circuit 001」活動。
- 9月、阿部・須磨・中山参加「第87回全国高等学校足球選手權大会」大阪大会「NANIWAスパイクガールズ」的高中生記者。
- 12月13日、首次在大阪市舉行現場公演「TANOSINA STAGE 2008 Vol.1」。之後，直至2010年為止舉行過7次。

2009年
- 7月3日、中山菜菜宣佈以專心學業為理由，在同月25日舉行的live活動「岡田唯&SI☆NA LUNCH TIME PARTY『n.』」之後畢業離團。

2010年
- 3月31日、在Ameba設立官方部落格。
- 7月21日、「SI☆NAのしないようでしてる番組」在Ustream中開始廣播。
- 7月24日・25日、在神戶舉行的Hello! Project演唱會作開場演出。

2011年
- 3月1日、宣佈在4月17日舉行的「TANOSINA STAGE FINAL」之後解散[2][3]。
- 4月17日、在這天解散之後，manami以歌手為目標，ai和asami以新的模式繼續活動[4]。

## 演出

### 電視
- アイドルスナイパー -平成アイドル図鑑-（2009年4月5日、大阪電視台）

### 電台
- Girls Kiss（2008年2月16日〜2009年6月27日、Kiss-FM KOBE）

### 活動
- ［Redemption］-9th short cake bomb-（2008年4月26日、club vijon〈大阪〉）
- Millefeuille Bomb（2008年4月27日、日本橋Platz）
- SI☆NAフレッシュライブ（2008年5月4日、ORC200オーク広場）
- HAPPY!STYLE 1st Communication Circuit 001（2008年5月6日、表参道FAB）
- HAPPY!STYLE 2nd Communication Circuit 002（2008年7月6日、表参道FAB）
- Kissing The Beach 2008 from Suma（2008年7月21日、ハレル茶屋）
- HAPPY!STYLE Communication Circuit 003（2008年9月7日、表参道FAB）
- HAPPY!STYLE Communication Circuit 004（2008年10月13日、SHIBUYA O-West）
- HAPPY!STYLE Communication Circuit 005（2009年2月15日、表参道FAB）
- HAPPY!STYLE Communication Circuit 006（2009年5月6日、表参道FAB）
- TANOSINA STAGE 2008 Vol.1 〜最寄駅は四ツ橋です〜（2008年12月13日、大阪スクールオブミュージック専門学校）
- 岡田唯&SI☆NA LUNCH TIME PARTY『n.』（2009年7月25日、ダイジェスト〈ナンバヒップス〉）
- TANOSINA STAGE Vol.2 〜なんやて!?梅田でライブやて!〜（2009年9月19日、梅田AKASO）
- 岡田唯&SI☆NA LUNCH TIME PARTY『しょうゆやないやろ、ソースやろぉ。』（2009年11月21日、ダイジェスト〈ナンバヒップス〉）
- TANOSINA STAGE Vol.3 〜2009年歌い納め。梅田270⇒〜（2009年12月27日、梅田AKASO）
- TANOSINA STAGE Vol.4 〜今年も梅田でやったるでぇー!〜（2010年1月24日、梅田AKASO）
- TANOSINA STAGE Vol.5 〜花見は梅田でできるやん!〜（2010年3月22日、梅田AKASO）
- HAPPY!STYLE Communication Circuit 007（2010年5月2日・3日、表参道FAB）
- TANOSINA STAGE Vol.6 〜ほな、梅田で。〜（2010年5月22日、梅田AKASO）
- TANOSINA STAGE Vol.7 〜ええやん!!梅田!〜（2010年10月2日、梅田AKASO）
- TANOSINA STAGE Vol.8 〜SAY YAH!聖夜!梅田〜（2010年12月23日、梅田AKASO）
- 新春アイドル祭り Hello!Girls（2011年1月5日、OSAKA MUSE）
- TANOSINA STAGE FINAL 〜終わりの始まりなのだっ!〜（2011年4月17日、OSAKA RUIDO）

都有参加其他在關西地区的Hello! Project官方商店舉行的活動和握手会。

### Web
- SI☆NAのしないようでしてる番組（2010年7月21日 - 2011年4月16日、Ustream）

## 唱片

### 未CD化
- フランキンセンスΨ

2011年8月10日發售的迷你專輯Buono!收錄翻唱歌曲「partenza」

## 外部連結
- ハロー!プロジェクト公式HP内オフィシャルサイト
- 過去SI☆NA的官方網站[5]

## 備註
1. ↑  Hello! Pro關西時代是以Hello! Project的歌曲為中心。
2. ↑  . SI☆NA -official site-.   [2011-03-01].[]
3. ↑  SI☆NA官方部落格(網際網路檔案館在2011年3月10日的記錄，2013年6月7日查閱)
4. ↑  . SI☆NA -official site-. 2011-04-17  [2011-04-17].[]
5. ↑  網際網路檔案館在2011年3月3日的記錄，2013年6月7日查閱